# Сан-Хавьер-де-Лонкомилья
Сан-Хавьер-де-Лонкомилья (исп. San Javier de Loncomilla) — коммуна в Чили. Административный центр коммуны — город Сан-Хавьер. Население — 20524 человек (2002).   Город и коммуна входит в состав провинции Линарес и области Мауле.
Территория — 1 313 км². Численность населения — 45 547 жителя (2017). Плотность населения — 34,7 чел./км².

## Расположение
Город расположен в 20 км на юг от административного центра области города Талька и в 30 км на север от административного центра провинции  города Линарес.
Коммуна граничит:
- на севере — c коммуной Пенкауэ
- на северо-востоке — c коммуной Мауле
- на востоке — с коммунами Йербас-Буэнас, Вилья-Алегре, Линарес
- на юго-востоке — c коммуной Лонгави
- на юге — c коммуной Ретиро
- на юго-западе — c коммуной Каукенес
- на западе — c коммуной Эмпедрадо
- на северо-западе — c коммуной Конститусьон

## Демография
Согласно сведениям, собранным в ходе переписи 2017 г  Национальным институтом статистики (INE),  население коммуны составляет:
| Полное население                          | Полное население                          | Полное население                          | Полное население                          | Полное население                          | 45 547 |
| ----------------------------------------- | ----------------------------------------- | ----------------------------------------- | ----------------------------------------- | ----------------------------------------- | ------ |
| в том числе:                              | Городское население                       | 32 569                                    | Процент городского населения, %           | 71,51                                     |        |
|                                           | Сельское население                        | 12 978                                    | Процент сельского населения, %            | 28,49                                     |        |
|                                           | Мужское население                         | 22 002                                    | Процент мужского населения, %             | 48,31                                     |        |
|                                           | Женское население                         | 23 545                                    | Процент женского населения, %             | 51,69                                     |        |
| Плотность населения, чел/км²              | Плотность населения, чел/км²              | Плотность населения, чел/км²              | Плотность населения, чел/км²              | Плотность населения, чел/км²              | 34,7   |
| Население коммуны в % к населению области | Население коммуны в % к населению области | Население коммуны в % к населению области | Население коммуны в % к населению области | Население коммуны в % к населению области | 4,36   |

### Важнейшие населенные пункты коммуны
- Сан-Хавьер (город) — 20524 жителей
- Бобадилья (поселок) — 1480 жителей